# Boca Prins
Boca Prins ist eine Bucht an der Nordostküste der Karibik-Insel Aruba. 

## Beschreibung
Die im Nationalpark Arikok gelegene Bucht mit Sandstrand ist ein beliebtes Ausflugsziel. Der unbewachte weiße Sandstrand mit Dünen ist lediglich 55 Meter lang und bietet keinerlei sonstige Einrichtungen. Schwimmen kann aufgrund der starken und konstanten Unterströmung gefährlich sein und wird wenn überhaupt nur für erfahrene Schwimmer empfohlen. Die Bucht wird gelegentlich von Surfern besucht, gilt jedoch nicht als einer der herausragenden Tauchspots der Insel. Ein sandiger, von Kalksteinfelsen gesäumter Pfad führt über eine Holztreppe zur Bucht.
Die Felsen von Boca Prins sind der Lebensraum von Cnemidophorus arubensis, einer Rennechse, die nur auf Aruba vorkommt.
In der Nähe von Boca Prins befindet sich eine der ältesten Kokosplantagen auf Aruba, die im 16. Jahrhundert von niederländischen Siedlern kultiviert wurde. Der Name der Bucht leitet sich von der in der Nähe befindlichen, ehemaligen Plantage Prins ab.